# Michael Swan
Michael Swan (San Jose, 11 giugno 1948) è un attore statunitense.

## Carriera
Michael Swan inizia la sua carriera nel 1975, prendendo parte a numerosi telefilm e partecipando ad alcuni film. Conquista la popolarità tra il 1983 e il 1984, periodo in cui è tra i protagonisti della soap opera Santa Barbara, nella parte di un dottore.
Nel 1986 entra nel cast fisso della serie televisiva Così gira il mondo, famosa soap opera che negli Stati Uniti riscuote grande successo, ma in Italia ha meno fortuna. Fino al 2002 è protagonista di questo serial che, oltre a dargli la fama, gli vale anche un riconoscimento come attore: nel 1988 ottiene infatti una candidatura a un Soap Opera Digest Award nella categoria meglior attore esordiente.
Nel 1998 viene scelto per partecipare alla soap Beautiful nella parte di Adam Alexander, vero padre di Macy (Bobbie Eakes), nonché ex marito di Sally Spectra (Darlene Conley). Resterà nel cast fino al 2003, anno in cui esce di scena anche Bobbie Eakes. Grazie a questo ruolo ottiene ulteriore fama in tutto il mondo, Italia compresa.
Nella sua carriera, Swan ha interpretato anche un certo numero di film, tra i quali I ragazzi del Max's Bar (1980), Venerdì 13: Jason vive (1986) e Captain America - Il primo Vendicatore (2011).

## Filmografia parziale

### Cinema
- Racconti della frontiera, regia di Lee H. Katzin (1976)
- Il viaggio disperato, regia di Michael O'Herlihy (1980)
- I ragazzi del Max's Bar, regia di Richard Donner (1980)
- Venerdì 13: Jason vive, regia di Tom McLoughlin (1986)
- The Wedding Video, regia di Todd Wade (2007)
- Midnight Movie, regia di Jack Messitt (2008)
- Turbulent Skies - Volo fuori controllo, regia di Fred Olen Ray (2010)
- Dinocroc vs. Supergator, regia di Jim Wynorski (2010)
- Captain America - Il primo Vendicatore, regia di Joe Johnston (2011)

### Televisione
- Poliziotto di quartiere (1975)
- Babe, regia di Buzz Kulik (film TV) (1975)
- Sulle strade della California (1976)
- Dinastia, regia di Lee Philips (film TV) (1976)
- Pepper Anderson agente speciale (1976)
- CHiPs (1978)
- Agenzia Rockford (1978)
- L'uomo di Atlantide (1978)
- L'incredibile Hulk (The Incredible Hulk) – serie TV, episodi 3x10-4x03 (1979-1980)
- Falcon Crest (1981)
- V - Visitors, regia di Kenneth Johnson (miniserie televisiva) (1983)
- M*A*S*H (1983)
- A-Team (1983)
- T.J. Hooker (1983)
- Simon & Simon (1983)
- Hardcastle & McCormick (Hardcastle and McCormick) - serie TV, episodio 2x02 (1984).
- Santa Barbara (1984-1985)
- Magnum, P.I. (1985)
- La signora in giallo (Murder, She Wrote) – serie TV, episodi 2x13 (1986)
- Così gira il mondo (1986-2002)
- Una vita da vivere (1996-1997)
- Beautiful (1998-2003)
- ...più forte ragazzi! (2000)
- Sentieri (2003)
- NCIS - Unità anticrimine (2008)
- Eli Stone (2009)
- Anger Management (2012)

## Doppiatori italiani
- Claudio Fattoretto in Venerdì 13 parte VI - Jason vive